# 哈伯斯普林斯 (密歇根州)
哈伯斯普林斯（英語：Harbor Springs）是一個位於美國密歇根州埃米特縣的城市。

## 人口
根據2020年美國人口普查的數據，哈伯斯普林斯的面積為3.37平方千米，當中陸地面積為3.37平方千米，而水域面積為0.00平方千米。當地共有人口1274人，而人口密度為每平方千米378人。